# Stamboom Willem Lodewijk van Nassau-Dillenburg (1560-1620)
| Stamboom Willem Lodewijk van Nassau-Dillenburg (1560-1620)                                  | Stamboom Willem Lodewijk van Nassau-Dillenburg (1560-1620)                                    | Stamboom Willem Lodewijk van Nassau-Dillenburg (1560-1620)                                    |
| ------------------------------------------------------------------------------------------- | --------------------------------------------------------------------------------------------- | --------------------------------------------------------------------------------------------- |
| Grootouders                                                                                 | Willem van Nassau-Dillenburg (1487-1559) Willem de Rijke x Juliana van Stolberg (1506-1580)   | Georg III van Leuchtenberg x Barbara van Brandenburg-Ansbach                                  |
| Ouders                                                                                      | Jan VI van Nassau-Dillenburg (1536-1606) Jan de Oude x Elisabeth van Leuchtenberg (1537-1579) | Jan VI van Nassau-Dillenburg (1536-1606) Jan de Oude x Elisabeth van Leuchtenberg (1537-1579) |
| Willem Lodewijk van Nassau-Dillenburg (1560-1620) x 1587 Anna van Oranje-Nassau (1562-1588) |                                                                                               |                                                                                               |
| Kinderen                                                                                    | -                                                                                             | -                                                                                             |